# Sielsowiet Kraśne
Sielsowiet Kraśne (biał. Красненскі сельсавет, ros. Красненский сельсовет) – sielsowiet na Białorusi, w obwodzie mińskim, w rejonie mołodeczańskim. Siedziba urzędu mieści się w Kraśnym nad Uszą.

## Miejscowości
- agromiasteczko:
  - Widziewszczyzna
- wsie:
  - Abramowszczyzna
  - Bojary
  - Girdzie
  - Grunciszki
  - Iwancewicze
  - Iwki
  - Kołosowszczyzna
  - Kończany
  - Koszewniki Małe
  - Kościuszki
  - Kozły
  - Krasowszczyzna
  - Kraśne
  - Kromowszczyzna
  - Lenszowszczyzna
  - Łosie
  - Małaszki
  - Mozole
  - Plebania
  - Proncewicze
  - Rekuciowszczyzna
  - Rewiaki
  - Suchodolszczyzna
  - Surynty
  - Świeczki
  - Tatarszczyzna
  - Ułanowszczyzna
  - Usza
  - Wołkowszczyzna